# Hôtel Bouguereau
Pour les articles homonymes, voir Bouguereau.
L'hôtel Lanusse puis Bouguereau, bâti au XVIIIe siècle, est situé 15 rue Verdière à La Rochelle, en France. L'immeuble a été classé au titre des monuments historiques en 1962.

## Historique
Construit pour la famille Lanusse, dont l'hôtel de la rue Réaumur compose aujourd'hui l'Hôtel de préfecture, il passe ensuite à la famille Bouguereau. Le peintre William Bouguereau, qui y passe des séjours, y meurt en 1905.
Le bâtiment est classé au titre des monuments historiques par arrêté du 14 février 1962.